# U-17サッカーブラジル代表

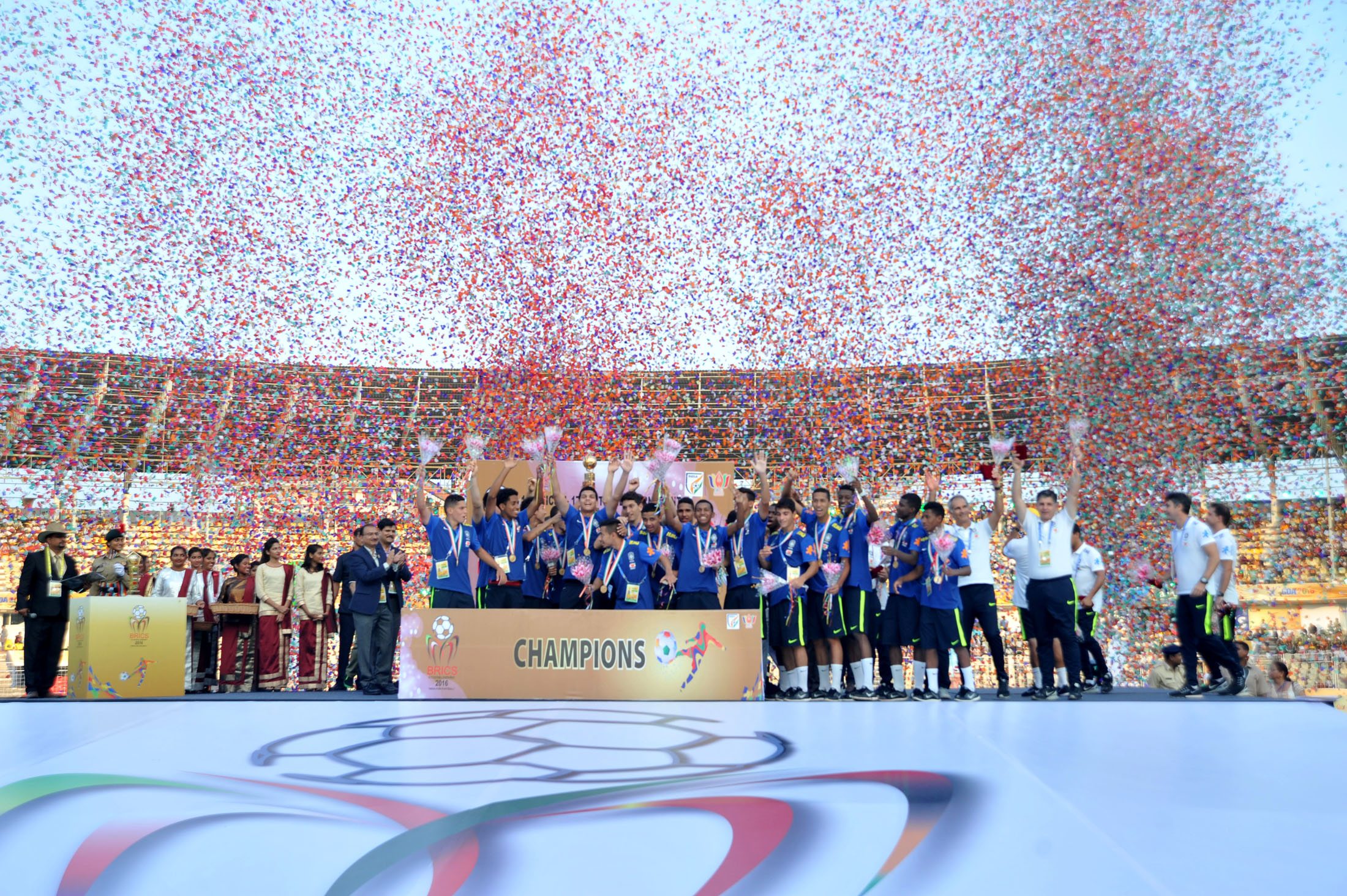
2016年に開催された第1回BRICS U-17サッカー選手権で優勝したU-17ブラジル代表（ファトルダ・スタジアム）

U-17サッカーブラジル代表（ポルトガル語: Seleção Brasileira de Futebol Sub-17）は、17歳以下の選手で構成されるブラジル代表のサッカーチーム。
代表Aチームと同様にセレソン（ポルトガル語: Seleção）の略称でも親しまれ、ブラジルサッカー連盟の統括下にある。現在のヘッドコーチはフェリペ・レアル。
南米U-17選手権において最多となる通算12度の優勝を飾り、FIFA U-17ワールドカップでも1997年・1999年・2003年・2019年と通算4度の優勝（1995年と2005年は準優勝）を果たしている。ブラジルで開催された2019 FIFA U-17ワールドカップでは16年ぶりに4度目の優勝を果たした。